# 泉敬太郎
泉 敬太郎（いずみ けいたろう、1899年（明治32年）1月8日 - 1984年（昭和59年）12月7日）は、昭和時代の政治家。教育者。愛媛県新居浜市長。

## 経歴
愛媛県宇摩郡別子山村（現新居浜市）に生まれる。泉半次の長男。1922年（大正11年）愛媛県師範学校（現在の愛媛大学教育学部）卒業。
同年から1955年（昭和30年）まで新居郡内の小学校教員、小学校長、県教育組合副委員長を経て、1955年（昭和30年）から愛媛県議会議員を2期務める。1965年（昭和40年）社会党公認で新居浜市長に当選。5期20年在任し全国最高齢かつ唯一の社会党公認市長だったが、1984年（昭和59年）10月、病気のため任期満了を待たずに辞任した。

## 伝記
- 泉敬太郎伝編纂委員会編『泉敬太郎伝 : 愛と正義の生涯』泉敬太郎伝編纂委員会。1991年。